# Bloková matice

Rozklad čtvercové matice řádu 14 na bloky dané rozkladem.

V matematice bloková matice označuje matici, která je interpretována jako matice rozdělená do několika částí nazývaných bloky. Blokovou matici lze intuitivně reprezentovat jako původní matici s přidanými vodorovnými a svislými rozdělujícími linkami, které dělí původní matici na podmatice.

## Definice
Nechť je {\displaystyle {\boldsymbol {M}}} matice typu {\displaystyle m\times n}. Každý celočíselný rozklad počtu řádků {\displaystyle m=m_{1}+m_{2}+\cdots +m_{q}} na {\displaystyle q} sčítanců a rozklad počtu sloupců {\displaystyle n=n_{1}+n_{2}+\cdots +n_{r}} na {\displaystyle r} sčítanců určují rozdělení matice {\displaystyle {\boldsymbol {M}}} na {\displaystyle qr} částí
{\displaystyle {\boldsymbol {M}}={\begin{pmatrix}{\boldsymbol {M}}_{11}&{\boldsymbol {M}}_{12}&\cdots &{\boldsymbol {M}}_{1r}\\{\boldsymbol {M}}_{21}&{\boldsymbol {M}}_{22}&\cdots &{\boldsymbol {M}}_{2r}\\\vdots &\vdots &\ddots &\vdots \\{\boldsymbol {M}}_{q1}&{\boldsymbol {M}}_{q2}&\cdots &{\boldsymbol {M}}_{qr}\end{pmatrix}}}
kde blokové podmatice {\displaystyle {\boldsymbol {M}}_{ij}} jsou typu {\displaystyle m_{i}\times n_{j}}. Matici typu {\displaystyle m\times n} lze interpretovat jako blokovou matici různými způsoby, v závislosti na použitých rozkladech čísel {\displaystyle m} a {\displaystyle n}. Libovolnou matici reprezentovat jako blokovou matici pouze s jedním blokem nebo také jako blokovou matici s {\displaystyle mn} bloky typu {\displaystyle 1\times 1}.

## Ukázka
Matici
{\displaystyle {\boldsymbol {M}}={\begin{pmatrix}1&1&2&2\\1&1&2&2\\3&3&4&4\\3&3&4&4\end{pmatrix}}}
lze zapsat jako blokovou matici
{\displaystyle {\boldsymbol {M}}={\begin{pmatrix}{\boldsymbol {M}}_{11}&{\boldsymbol {M}}_{12}\\{\boldsymbol {M}}_{21}&{\boldsymbol {M}}_{22}\end{pmatrix}}}
se čtyřmi bloky {\displaystyle 2\times 2}:
{\displaystyle {\boldsymbol {M}}_{11}={\begin{pmatrix}1&1\\1&1\end{pmatrix}},{\boldsymbol {M}}_{12}={\begin{pmatrix}2&2\\2&2\end{pmatrix}},{\boldsymbol {M}}_{21}={\begin{pmatrix}3&3\\3&3\end{pmatrix}},{\boldsymbol {M}}_{22}={\begin{pmatrix}4&4\\4&4\end{pmatrix}}.}

## Přímý součet
Přímý součet jakékoli dvojice matic {\displaystyle {\boldsymbol {A}}} typu {\displaystyle m\times n} a {\displaystyle {\boldsymbol {B}}} typu {\displaystyle p\times q} je matice typu {\displaystyle (m+p)\times (n+q)} definována vztahem 
{\displaystyle {\boldsymbol {A}}\oplus {\boldsymbol {B}}={\begin{pmatrix}{\boldsymbol {A}}&{\boldsymbol {0}}\\{\boldsymbol {0}}&{\boldsymbol {B}}\end{pmatrix}}={\begin{pmatrix}a_{11}&\cdots &a_{1n}&0&\cdots &0\\\vdots &\ddots &\vdots &\vdots &\ddots &\vdots \\a_{m1}&\cdots &a_{mn}&0&\cdots &0\\0&\cdots &0&b_{11}&\cdots &b_{1q}\\\vdots &\ddots &\vdots &\vdots &\ddots &\vdots \\0&\cdots &0&b_{p1}&\cdots &b_{pq}\end{pmatrix}}}
Například:
{\displaystyle {\begin{pmatrix}1&3&2\\2&3&1\end{pmatrix}}\oplus {\begin{pmatrix}1&6\\0&1\end{pmatrix}}={\begin{pmatrix}1&3&2&0&0\\2&3&1&0&0\\0&0&0&1&6\\0&0&0&0&1\end{pmatrix}}}

## Součin blokových matic

Ukázka součinu dvou blokových matic

Součin vhodně rozdělených blokových matic lze určit z blokových podmatic. Má-li matice {\displaystyle {\boldsymbol {A}}} typu {\displaystyle m\times n} rozklad na bloky
{\displaystyle {\boldsymbol {A}}={\begin{pmatrix}{\boldsymbol {A}}_{11}&{\boldsymbol {A}}_{12}&\cdots &{\boldsymbol {A}}_{1r}\\{\boldsymbol {A}}_{21}&{\boldsymbol {A}}_{22}&\cdots &{\boldsymbol {A}}_{2r}\\\vdots &\vdots &\ddots &\vdots \\{\boldsymbol {A}}_{q1}&{\boldsymbol {A}}_{q2}&\cdots &{\boldsymbol {A}}_{qr}\end{pmatrix}}}
odpovídající rozkladům {\displaystyle m=m_{1}+m_{2}+\cdots +m_{q}} a {\displaystyle n=n_{1}+n_{2}+\cdots +n_{r}} a má-li matice {\displaystyle {\boldsymbol {B}}} typu {\displaystyle n\times p} rozklad na bloky
{\displaystyle {\boldsymbol {B}}={\begin{pmatrix}{\boldsymbol {B}}_{11}&{\boldsymbol {B}}_{12}&\cdots &{\boldsymbol {B}}_{1s}\\{\boldsymbol {B}}_{21}&{\boldsymbol {B}}_{22}&\cdots &{\boldsymbol {B}}_{2s}\\\vdots &\vdots &\ddots &\vdots \\{\boldsymbol {B}}_{r1}&{\boldsymbol {B}}_{r2}&\cdots &{\boldsymbol {B}}_{rs}\end{pmatrix}},}
odpovídající rozkladům a {\displaystyle n=n_{1}+n_{2}+\cdots +n_{r}} a {\displaystyle p=p_{1}+p_{2}+\cdots +p_{s}}, pak jejich součin
{\displaystyle {\boldsymbol {C}}={\boldsymbol {A}}{\boldsymbol {B}}}
je matice typu {\displaystyle m\times p}, jejíž blokové podmatice (vzhledem ke stejným rozkladům čísel {\displaystyle m} a {\displaystyle p}) jsou dány vztahem
{\displaystyle {\boldsymbol {C}}_{ik}=\sum _{j=1}^{r}{\boldsymbol {A}}_{ij}{\boldsymbol {B}}_{jk}.}
Nebo, vyjádřeno kompaktněji pomocí Einsteinovy sčítací konvence, která implicitně sčítá více existujících indexů
{\displaystyle {\boldsymbol {C}}_{ik}={\boldsymbol {A}}_{ij}{\boldsymbol {B}}_{jk}.}
Vhodné rozdělení matice na bloky a vztahy mezi nimi je základem rekurentního Strassenova algoritmu pro rychlý součin matic.

## Bloková diagonální matice
Bloková diagonální matice je čtvercová bloková matice, na jejíž hlavní úhlopříčce jsou čtvercové blokové matice a zbývající bloky jsou nulové matice. Bloková diagonální matice {\displaystyle {\boldsymbol {A}}} má tvar
{\displaystyle {\begin{pmatrix}{\boldsymbol {A}}_{1}&{\boldsymbol {0}}&\cdots &{\boldsymbol {0}}\\{\boldsymbol {0}}&{\boldsymbol {A}}_{2}&\ddots &\vdots \\\vdots &\ddots &\ddots &{\boldsymbol {0}}\\{\boldsymbol {0}}&\cdots &{\boldsymbol {0}}&{\boldsymbol {A}}_{n}\end{pmatrix}}}
kde podmatice {\displaystyle {\boldsymbol {A}}_{k}} jsou čtvercové matice. Jinými slovy {\displaystyle {\boldsymbol {A}}} je přímý součet matic {\displaystyle {\boldsymbol {A}}_{1},\dotsc ,{\boldsymbol {A}}_{n}}, zapsáno
{\displaystyle {\boldsymbol {A}}={\boldsymbol {A}}_{1}\oplus {\boldsymbol {A}}_{2}\oplus \dotsb \oplus {\boldsymbol {A}}_{n}}
případně pomocí formalismu diagonálních matic
{\displaystyle {\boldsymbol {A}}=\operatorname {diag} ({\boldsymbol {A}}_{1},{\boldsymbol {A}}_{2},\dotsc ,{\boldsymbol {A}}_{n})}.
Pro determinant a stopu blokové diagonální matice platí
{\displaystyle \det {\boldsymbol {A}}=\det {\boldsymbol {A}}_{1}\cdot \det {\boldsymbol {A}}_{2}\dotsm \det {\boldsymbol {A}}_{n}}
a
{\displaystyle \operatorname {tr} {\boldsymbol {A}}=\operatorname {tr} {\boldsymbol {A}}_{1}+\dotsb +\operatorname {tr} {\boldsymbol {A}}_{n}}.
Inverzní matice k blokové diagonální matici {\displaystyle {\boldsymbol {A}}} je bloková diagonální matice složená z inverzních matic jednotlivých bloků
{\displaystyle {\begin{pmatrix}{\boldsymbol {A}}_{1}&{\boldsymbol {0}}&\cdots &{\boldsymbol {0}}\\{\boldsymbol {0}}&{\boldsymbol {A}}_{2}&\ddots &\vdots \\\vdots &\ddots &\ddots &{\boldsymbol {0}}\\{\boldsymbol {0}}&\cdots &{\boldsymbol {0}}&{\boldsymbol {A}}_{n}\end{pmatrix}}^{-1}={\begin{pmatrix}{\boldsymbol {A}}_{1}^{-1}&{\boldsymbol {0}}&\cdots &{\boldsymbol {0}}\\{\boldsymbol {0}}&{\boldsymbol {A}}_{2}^{-1}&\ddots &\vdots \\\vdots &\ddots &\ddots &{\boldsymbol {0}}\\{\boldsymbol {0}}&\cdots &{\boldsymbol {0}}&{\boldsymbol {A}}_{n}^{-1}\end{pmatrix}}.}
Vlastní čísla blokové diagonální matice odpovídají sjednocení vlastních čísel blokových podmatic {\displaystyle {\boldsymbol {A}}_{1},{\boldsymbol {A}}_{2},\dotsc ,{\boldsymbol {A}}_{n}}. Vlastní vektory je třeba patřičně rozšířit nulami.

### Užití
Důležitým příkladem blokových diagonálních matic jsou matice v Jordanově normálním tvaru. V tomto případě jsou bloky takzvané Jordanovy bloky, což jsou bi-diagonální matice, jejichž hlavní úhlopříčka obsahuje vlastní číslo příslušné celému bloku, všechny prvky na vedlejší diagonále jsou 1, a ostatní prvky matice jsou nulové.

## Bloková tridiagonální matice
Bloková tridiagonální matice zobecňuje blokovou diagonální matice přidáním čtvercových blokových matic ve dvou prvních (horní a dolní) sekundárních diagonálách. Ostatní bloky jsou nulové matice. Bloková tridiagonální matice je v podstatě tridiagonální matice, ale s blokovými maticemi namísto skalárů. Bloková tridiagonální matice má tvar
{\displaystyle {\begin{pmatrix}{\boldsymbol {B}}_{1}&{\boldsymbol {C}}_{1}&{\boldsymbol {0}}&&\cdots &&{\boldsymbol {0}}\\{\boldsymbol {A}}_{2}&{\boldsymbol {B}}_{2}&{\boldsymbol {C}}_{2}&&&&\\{\boldsymbol {0}}&\ddots &\ddots &\ddots &\ddots &&\vdots \\&&{\boldsymbol {A}}_{k}&{\boldsymbol {B}}_{k}&{\boldsymbol {C}}_{k}&&\\\vdots &&\ddots &\ddots &\ddots &\ddots &{\boldsymbol {0}}\\&&&&{\boldsymbol {A}}_{n-1}&{\boldsymbol {B}}_{n-1}&{\boldsymbol {C}}_{n-1}\\{\boldsymbol {0}}&&\cdots &&{\boldsymbol {0}}&{\boldsymbol {A}}_{n}&{\boldsymbol {B}}_{n}\end{pmatrix}}}
přičemž {\displaystyle {\boldsymbol {A}}_{k}}, {\displaystyle {\boldsymbol {B}}_{k}} a {\displaystyle {\boldsymbol {C}}_{k}} jsou čtvercové blokové matice na dolní sekundární diagonále, hlavní diagonále a horní sekundární diagonále.
Blokové tridiagonální matice se často objevují v numerických řešeních různých problémů (například ve výpočetní dynamice tekutin). Existují optimalizované numerické metody pro LR rozklad blokových tridiagonálních matic a podobně účinné metody pro řešení soustav rovnic, jejichž matice je tridiagonální. Thomasův algoritmus, který se používá k efektivnímu řešení soustav rovnic s tridiagonální maticí, lze také použít pro blokové tridiagonální matice.

## Bloková Toeplitzova matice
Bloková Toeplitzova matice je bloková matice, která podobně jako Toeplitzova matice obsahuje stejné bloky opakovaně na diagonále. Bloková Toeplitzova matice má tvar
{\displaystyle {\begin{pmatrix}{\boldsymbol {A}}_{(1,1)}&{\boldsymbol {A}}_{(1,2)}&&&\cdots &{\boldsymbol {A}}_{(1,n-1)}&{\boldsymbol {A}}_{(1,n)}\\{\boldsymbol {A}}_{(2,1)}&{\boldsymbol {A}}_{(1,1)}&{\boldsymbol {A}}_{(1,2)}&&&&{\boldsymbol {A}}_{(1,n-1)}\\&\ddots &\ddots &\ddots &&&\vdots \\&&{\boldsymbol {A}}_{(2,1)}&{\boldsymbol {A}}_{(1,1)}&{\boldsymbol {A}}_{(1,2)}&&\\\vdots &&&\ddots &\ddots &\ddots &\\{\boldsymbol {A}}_{(n-1,1)}&&&&{\boldsymbol {A}}_{(2,1)}&{\boldsymbol {A}}_{(1,1)}&{\boldsymbol {A}}_{(1,2)}\\{\boldsymbol {A}}_{(n,1)}&{\boldsymbol {A}}_{(n-1,1)}&\cdots &&&{\boldsymbol {A}}_{(2,1)}&{\boldsymbol {A}}_{(1,1)}\end{pmatrix}}.}

## Bloková trojúhelníková matice
Bloková trojúhelníková matice je bloková analogie trojúhelníkové matice. Horní bloková trojúhelníková matice je čtvercová bloková matice, jejíž hlavní diagonála je tvořena čtvercovými blokovými maticemi a bloky nad hlavní diagonálou. Bloky pod hlavní diagonálou jsou nulové matice. Horní trojúhelníková bloková matice má tvar
{\displaystyle {\begin{pmatrix}{\boldsymbol {A}}_{11}&{\boldsymbol {A}}_{12}&\cdots &{\boldsymbol {A}}_{1n}\\{\boldsymbol {0}}&{\boldsymbol {A}}_{22}&\ddots &\vdots \\\vdots &\ddots &\ddots &{\boldsymbol {A}}_{n-1,n}\\{\boldsymbol {0}}&\cdots &{\boldsymbol {0}}&{\boldsymbol {A}}_{nn}\end{pmatrix}},}
Analogicky je definována dolní trojúhelníková bloková matice.
Blokové trojúhelníkové matice hrají roli při rozhodování, zda je daná matice rozložitelná (redukovatelná) nebo nerozložitelná (neredukovatelná). Matice {\displaystyle {\boldsymbol {B}}} je rozložitelná, pokud existuje permutační matice {\displaystyle {\boldsymbol {P}}} taková, že součin {\displaystyle {\boldsymbol {P}}{\boldsymbol {B}}{\boldsymbol {P}}^{T}} je horní nebo dolní bloková trojúhelníková matice. Pokud taková permutační matice neexistuje, je matice nerozložitelná (neredukovatelná) .